# Сонгкла
Сонгкла е една от 76-те провинции на Тайланд. Столицата ѝ е едноименния град Сонгкла. Населението на провинцията е 1 324 915 жители (2007 г. – 11-а по население), а площта 7393,9 кв. км (26-а по площ). Намира се в часова зона UTC+7. Разделена е на 16 района, които са разделени на 127 общини и 987 села.